# Andrena sylvatica
Andrena sylvatica är en biart som beskrevs av Morawitz 1877. Andrena sylvatica ingår i släktet sandbin, och familjen grävbin. Inga underarter finns listade i Catalogue of Life.